# Херсонская, Людмила Дмитриевна
Людми́ла Дми́триевна Херсо́нская (род. 16 июня 1964, Тирасполь, Молдавская ССР) — украинская поэтесса и переводчица.

## Биография
Закончила Одесский Национальный Университет (факультет Романо-германской филологии). Работала преподавателем на Государственных курсах иностранных языков, в настоящее время — переводчик-синхронист.
Стихи пишет с юности. Публикации в журналах «Новый мир», «Знамя», «Интерпоэзия», «Дети Ра», а также в зарубежных изданиях "New York Times", "Newyorker", "Tikun"  и др.
В 2011 году в издательстве «Русский Гулливер» (Москва) вышла книга «Все свои», вошедшая в десятку лучших поэтических книг года.
В 2014 году в издательстве «Дух и литера» (Киев) была опубликована книга «Тыльная-лицевая». В 2019 году в издательстве "Каяла" вышла книга Херсонской "Перейти ров", в которой отражен трагический опыт войны. Для поэтессы характерна последовательная проукраинская позиция.
В 2016 году московское издательство «Совпадение» опубликовало совместную книгу Людмилы и Бориса Херсонский «Вдвоем».. Стихи Людмилы Херсонской переводились на немецкий, польский, чешский французский и английский языки.
Ее стихи появились в Hayden’s Ferry Review, Poem, Poetry International, Tupelo Quarterly, and Words Without Borders, Она  была признана одной из 33 женщин-поэтесс, борющихся за перемены. “33 International Women Writers Who Are Bold for Change.”  Подборка стихотворений Людмилы Херсонской вошла в антологию Words for War: New Poems from Ukraine, под редакцией. Oksana Maksymchuk и  Max Rosochinsky,  (Academic Studies Press and Harvard Ukrainian Research Institute, 2017).
Также ее стихи были опубликованы в "The New Yorker" (First Day of War,  перевод на английский Valzhyna Mort), также в "New York Times" (“Buried in a human neck, a bullet”,  в переводе Olga Livshin и Andrew Janco).  Ее стихотворение было названо "Стихотворением дня"  Poetry Daily ("Did you know that if you hide under a blanket", в переводе Olga Livshin и Andrew Janco). Совместно со своим мужем Борисом Херсонским Людмила Херсонскиая опубликовала две книги - "The Country Where Everyone's Name is Fear (Lost Horse Press, 2022). и "Взрывная волна" (Книга Сефер, 2022)
Последняя книга Людмилы Херсонской "Today is a Different War"  была опубликована в издательстве " Arrosmith Press" ( 2023).
Переводит английскую поэзию, публиковались переведенные ею англоязычные стихи Владимира Набокова, Хини (Журналы «Интерпоэзия», «Крещатик», «Дерибасовская-Ришельевская»
Лауреат и дипломант Волошинского конкурса. Вечера поэзии Людмилы Херсонской проводились в  Киеве, Львове, Мюнхене, Майнхайме, Берлине, Умбертиде, Марбурге, Нью-Йорке, Париже, Будапеште, Гиссене.
Проживает в Одессе. После полномасштабного вторжения РФ в Украину временно покинула город.

## Критика о стихах Людмилы Херсонской
Эти стихи решительно не удается цитировать фрагментарно — потому приводим, быть может, не самые сильные тексты раздела. Специфика оптики Херсонской в этих стихотворениях может напоминать — только типологически! — сверхжесткую «барочную» лирику лианозовцев или театр абсурда, а может — немотивированный ужас подлинного, непричесанного архаического фольклора (думается, меж тем и тем нет на деле концептуального разрыва). Отдельные эпизоды ли, спрессованные ли в стихотворение жизненные истории говорят, конечно же, больше, нежели формально сообщают, — но интерпретация сказанного многозначна; так, второй процитированный текст может быть прочитан и с сентиментальной слезой, и с сардонической усмешкой. Важно то, что ужас обыденного проступает тем самым искомым «метафизическим дном» — вскрываются не горние выси, но банька с пауками, — тоже вполне, впрочем, метафизическое пространство. (Данила Давыдов) «Русский журнал»
Если бы можно было нарисовать портрет этих стихов, вышло бы примерно так: полупрозрачный женский силуэт, в котором толпятся, плачут, играют и поют многочисленные люди. Стихи-люди, люди-стихи. Очень мало о себе, всё о других — лирическое «я» тонет в людях, но и хватается за них. Как будто можно ухватиться за волны! Имя автора — ключ к пониманию ею поэзии. Каждый человек-судьба-горе — стихотворение. Каждое стихотворение мучит и достаёт, как если бы это был живой человек. Редкий случай, когда понятие словесного творения как сущности воплощается (кажется, что без особенного труда) с ослепительной полнотой. На эти стихи порой больно смотреть, как на источник света, бьющий в глаза. (Наталья Черных) «Русский журнал»
О человеке здесь выясняется много трудного. Остро жалея человека, Херсонская ничуть его не идеализирует. Она отчетливо видит коренящееся в нем зло, вообще – его изначальную, неразъемлемую двойственность ("у подрастающей девочки кроме двух добрых ног / часто имеется пара злых рук"). Мало кому удается в такой степени сочетать сочувствие – и беспощадную ясность видения...Херсонская выполняет работу, с которой обычно, на больших дистанциях и медленных скоростях, справляется проза. Она рассматривает и проговаривает внутреннюю жизнь человека в ее постоянном взаимодействии с внешней, в сложности ее разнонаправленных, конфликтных движений. Только стремительно – вспышками. Ее поэзия, подобно прозе, многонаселена, психологична, даже социологична, цепко-внимательна к деталям (и мифологична, как в полной мере удается только поэзии). Только все это Херсонская умудряется умещать в небольшие, напряженные стихотворения-формулы, каждое – внутренним объемом по меньшей мере в рассказ. (Ольга Балла-Гертман) Книжный шкаф. Радио "Свобода".